# 伊東氏
伊東氏（いとうし、いとううじ）は、武家・華族だった日本の氏族。藤原南家の流れを汲む工藤氏の支族であり、平安時代末期から鎌倉時代に伊豆国田方郡伊東荘（現・静岡県伊東市）を本貫地としたことから伊東と称した。子孫は各地に土着し、その一つが日向伊東氏であり、江戸時代に日向国飫肥藩主家となり、明治維新後に華族の子爵家に列せられた。通字は「祐」（すけ）。

## 平安時代末期から鎌倉時代初期
工藤氏の一族である工藤祐隆（すけたか、工藤家次（いえつぐ）とも）は、伊豆国の大見・宇佐見・伊東からなる久須見荘を所領としていた。
出家し法名を寂心、久須美入道（久須見氏）と号した祐隆は、早世した嫡男・祐家（すけいえ）の代わりに、後妻の連れ子であった継娘が産んだ子を養子として嫡子とし伊東荘を与えて祐継（すけつぐ）と名乗らせた。一方、早世した祐家の子・祐親も養子とし、次男として河津荘を譲り、河津氏を名乗らせた。
『曽我物語』によれば、祐親は祐継を「異姓他人の継娘の子」と呼び、真名本『曽我物語』では祐継は祐隆が継娘に産ませた子で、祐親にとって叔父であるとしている。
伊東荘を継いだ祐継は病により43歳で死去し、9歳の嫡男・金石（のちの工藤祐経）の後見を義弟・河津祐親に託した。祐親は河津荘から伊東荘に移住し、河津荘を嫡男・祐泰に譲って河津祐泰と名乗らせ、次男・祐清は伊東を名乗せた。
工藤祐経（金石が元服後の名乗り）は約束通り祐親の娘・万劫御前を妻とした。その後祐経は14歳で祐親に伴われて上洛し、平家の家人として平重盛に仕える。しかし祐親はこれにより祐経を都へ遠ざけた隙に所領を押領した。
伊東荘を押領された事に気付いた祐経は都で訴訟を繰り返すが、祐親の根回しにより失敗に終わる。祐親は娘・万劫を取り戻して相模国の土肥遠平へ嫁がせる。所領も妻をも奪われた祐経は憤り、祐親親子の殺害を計画、安元2年（1176年）10月、祐経が送った刺客により、伊豆の狩り場で河津祐泰が射殺され、のちの曾我兄弟の仇討ちの原因となる。

### 源頼朝と伊東祐親
源頼朝は平治元年（1159年）の平治の乱で父・義朝が敗死した事により、14歳で伊豆へ流罪となり、伊東祐親は在地豪族としてその監視の任にあたっていた。祐親が大番役として上洛している間に、頼朝と祐親の三女（八重姫）が通じ、千鶴という男子をもうける。安元元年（1175年）9月、千鶴が3歳になった時に祐親が帰郷して事を知り激怒、平家への聞こえを恐れ、千鶴を川底へ投げ捨てて殺害し、さらに頼朝を討とうとした所を、祐親の次男で頼朝の乳母・比企尼の娘婿である祐清が頼朝に知らせて北条時政の邸に逃がした。後に頼朝は時政の長女政子と結ばれ、北条氏が頼朝の後見として頼朝の挙兵に加わる事になる。
この事件の5年後、治承4年（1180年）8月、頼朝は打倒平氏の兵を挙げて坂東を制圧し、平家方として敵対した祐親は頼朝方に捕らえられ、一旦は娘婿である三浦義澄の奔走によって助命されるが、それを由とせず自害した。次男・祐清は頼朝から命の恩人として賞を与えられるが、これを拒んで平家方として西国へ下り、北陸道の戦いで討ち死にしたとされているが定かではない。
工藤祐経は頼朝に仕えて側近として重用され、祐親父子亡き後の伊東荘を安堵される。祐経は頼朝の挙兵から13年後に河津祐泰の遺児・曾我兄弟によって父の仇として討たれた。

## 日向伊東氏の誕生
祐経の子・祐時は伊東を称し、その後子孫は全国に広まった。主だったものでは、祐時の子・祐光の子孫が日向国へ下向したのちの日向伊東氏がある。
日向伊東氏と日向国の関係は、「曾我兄弟の仇討ち」で殺された工藤祐経の子伊東祐時が、鎌倉幕府から日向の地頭職を与えられて庶家を下向させたことが始まりである。これらはやがて田島伊東氏、門川伊東氏、木脇伊東氏として土着し、土持氏など在地豪族との関係を深めながら日向に東国武士の勢力を扶植していった。
日向を支配するようになったのは、建武2年（1335年）、足利尊氏から命じられて日向に下向した伊東祐持（すけもち）からである。祐持は足利尊氏の妻・赤橋登子の所領であった穆佐院を守る為、日向都於郡300町を賜ったと言われている。祐持は国大将として下向した畠山直顕に属して日向国内の南朝方と戦った。征西府の拡大、観応の擾乱など情勢が変わるたびに国内は混乱したが、日向伊東氏は基本的に北朝方（及び観応の擾乱時における尊氏派）の立場を守り、幕府に忠節を尽くした。息子の祐重（すけしげ）も将軍・尊氏から偏諱を受けて伊東氏祐（うじすけ）と改名した。
日向伊東氏は、南北朝時代までは守護職である島津氏に対して土持氏と共に国衆（くにしゅう）または国方（くにかた）と呼ばれた。しかし、その島津家が奥州家と総州家に分かれ、その両家が庶流を巻き込んで内紛状態になり、室町時代以後伊東氏は土持氏と共にその関係性が消滅する。

## 戦国時代から安土桃山時代の日向伊東氏
室町〜戦国期を通じて、日向伊東氏は守護の島津氏と抗争を繰り返しながら次第に版図を広げていった。長禄4年/寛正元年〜2年（1461年）には6代当主伊東祐堯が将軍・足利義政から内紛激しい島津氏に代わり守護の職務を代行せよという御教書（偽文書説もある）が下され、続いて御相伴衆に任じられている。その後8代当主伊東尹祐、11代当主伊東義祐の父子に足利将軍家（将軍足利義尹・足利義晴）より偏諱を受けている。後者の義祐は、兄・祐充や弟・祐吉の死去により家督を相続し、飫肥の島津豊州家と抗争、これを圧倒し、更に真幸院を領する北原氏の後継人事に強引に介入してその領地を横奪すると、佐土原城を本拠に四十八の支城（伊東四十八城）を国内に擁し、位階は歴代最高位たる従三位に昇るなど最盛期を築き上げた。しかし、義祐は晩年から、奢侈と中央から取り入れた京風文化に溺れて次第に政務に関心を示さなくなり、元亀3年（1572年）、木崎原の戦いで島津義弘に退けられたことを契機に、日向伊東氏は衰退した。
天正5年（1577年）、島津氏の侵攻に耐えられなくなった義祐・祐兵親子は日向を追われて瀬戸内などを流浪した。流浪となった伊東氏主従は近隣の豊後国大友氏、のちに伊予国の河野氏の一族・大内栄運を頼るが、一族家臣らの生活は困窮を極めた。こうして日向伊東氏は一時的に没落したが、家臣の山田宗昌は大友氏に客将として入り、栂牟礼城などで何度も島津軍を破るなど多くの戦功を立てた。
その後祐兵主従は、山伏三部快永のおかげで、当時織田信長の家臣として播磨国にて行動していた羽柴秀吉（のちの豊臣秀吉）の家臣であった美濃伊東氏の伊東掃部助の助けを借り、同族のよしみで掃部助に紹介してもらって秀吉家臣となった。その後、山崎の戦いなどで祐兵活躍して知行を得て、秀吉による九州平定においても先導役を務め上げた戦功を認められた。九州平定により島津氏は日向国の伊東氏旧領を全て明け渡し、秀吉の奇跡的とも言える天下取りの過程にて、日向伊東氏もまた奇跡的に、10年越しに日向国へ大名として復帰することに成功した。その際に祐兵は、かつて日向伊東氏の本城があった都於郡や佐土原ではなく、伊東義祐が島津豊州家より勝ち取り、義祐から祐兵自身に委ねられていた飫肥を本拠とした。

## 江戸時代の日向伊東氏
慶長5年（1600年）の関ヶ原の戦いでは、祐兵は病の身であったため、家臣を代理として東軍に送っている。その戦功を認められて本領を安堵され、以後、日向伊東氏は飫肥藩5万1千石余の大名として廃藩置県まで存続した。一方の伊東長実の子孫は豊臣家の家臣としてその滅亡まで仕えた後、備中にて岡田藩1万石余の大名となり、これも廃藩置県まで存続した。
また、日向伊東氏の祖の祐光の孫の代に分かれた家は、伊豆に勢力を残し、山内上杉氏のちに小田原の北条氏に仕えた。伊東政世は北条氏当主の北条氏政から偏諱を受け、甲斐国武田氏や豊臣氏と戦い、北条氏の滅亡後は一旦蟄居するものの、関東に入府した徳川家康に仕え、関ヶ原の戦い・大坂の陣などを戦い、子孫は江戸幕府旗本となった。

## 明治以降の日向伊東氏
幕末維新期の13代飫肥藩主伊東祐相は、倒幕の意志を固め、戊辰戦争で官軍に参加し二条城や甲府城などを守備した。明治2年（1869年）の版籍奉還で華族に列するとともに飫肥藩知事に任じられた後、祐相は隠居し、伊東祐帰が最後の飫肥藩知事に就任して、明治4年（1871年）の廃藩置県まで藩知事を務めた。
最後の岡田藩主伊東長𫡰（長）も同様に華族になるとともに廃藩置県まで藩知事を務めた。
明治17年（1884年）に華族令により華族が五爵制になると、飫肥伊東家も岡田伊東家も旧小藩知事として子爵家に列せられた。
飫肥伊東子爵家の2代子爵伊東祐弘は貴族院の子爵議員に当選して務めている。
昭和前期に飫肥伊東子爵家の邸宅は東京市赤坂区一ツ木町。岡田伊東子爵家の邸宅は東京市豊島区西巣鴨にあった。

## 日向伊東氏の一族
日向伊東氏の一族からは下記の人物が出ている。
- 祐持の従兄弟・伊東祐熙（すけひろ、祐持と氏祐の間に当主であったとされる）の末裔とされ、北条氏政に仕えた伊東政世。
- 大友宗麟・大村純忠・有馬晴信らが送り出した有名な天正遣欧少年使節の主席正使としてローマに赴き、教皇（グレゴリウス13世）に拝謁した伊東祐益こと伊東マンショ。
- 伊東祐審（すけあき）の嫡流と伝えられ、日清戦争時に初代連合艦隊司令長官を務めた元帥海軍大将・伊東祐亨。

- 庶流
  - 伊東祐松
  - 伊東祐梁
  - 伊東祐信
  - 伊東祐安
  - 伊東祐青
  - 新納伊豆守
- 佐土原氏
  - 佐土原遠江守
  - 佐土原祐秀
- 木脇氏
  - 木脇祐守
- 長倉氏 (日向国)
  - 長倉祐政
  - 長倉祐省
  - 長倉伴九郎

## 日向伊東氏の戦国期主要家臣団
| - 荒武三省 - 荒武宗幸 - 稲津重政 - 落合兼呑 - 落合兼朝 - 落合兼置 - 河崎祐長 - 平良兼賢 - 野村松綱 - 福永祐友 - 福永氏本 - 山田宗継 - 山田宗昌 - 柚木崎正家 - 上別府宮内少輔 | - 米良氏 - 米良重次 - 米良重直 - 米良弘泰 - 米良重方 - 米良矩重 - 米良祐次 - 米良喜内 - 米良長門守 |

## 日向伊東氏以外の伊東氏

### 安積伊東氏
工藤祐経の子の一人、安積祐長が泉親衡の乱の恩賞として安積郡を賜り、その子孫が安積郡に移住したのが始まり。以後、片平城や日和田館などの城を築き、蘆名氏などの有力大名に従いながら戦国時代頃まで周辺を治めた。また、一部は戦国時代から伊達氏に仕え、1588年（天正16年）の郡山合戦では伊東肥前重信が政宗らの身代わりとなって戦死した他、江戸時代の伊達騒動では伊東重孝が中心人物の一人として活躍している。福島県郡山市には庶流子孫と思われる伊東氏が数件、存在する。(現当主は「祐」の字を継いではないが、「庵に木瓜」の家紋を受け継いでおりお墓には「祐」の俗名を持つ先祖がいることを確認している。)
庶流として安子島氏がいる。今現在は仙台市に安積伊東氏伊東肥前重信の子孫が在住している。

### 新庄藩士 伊東氏
出羽国新庄藩士にも伊東氏がある。新庄藩士の家臣の安島氏の系図では、伊東氏の女が安島庄右衛門清英に嫁ぎ、安島萬蔵直円ら三人の子を生むとある。また、清英の三男 平蔵直休（伊東尚休）、母の生家を継ぎ伊東姓となるとある。

### 尾張伊東氏（河津氏)
江戸時代に備中国岡田藩を立藩した尾張伊東氏は、日向国の伊東氏とは異なる祐親の子 祐清の子孫と言われている。
岡田藩の初代藩主である伊東丹後守長実の実父・伊東清蔵長久が、尾張国岩倉に土着していた事が知られている。ただ、長久以前については定かではない。